# First Day of My Life (песня The Rasmus)
«First Day of My Life» (с англ. — «Первый день моей жизни») — песня финской альтернативной рок-группы The Rasmus, выпущенная как третий сингл с пятого студийного альбома Dead Letters. Релиз сингла состоялся 15 октября 2003 года в Европе на лейбле Playground Music и 1 ноября 2004 года в Великобритании на лейбле Island Records.

## Текст
Вокалист Лаури Юлёнен о песне «First Day of My Life».
Тур по Германии в самом разгаре. Мы смотрели фильм в гастрольном автобусе, и в фильме была фраза «через тьму». Я взял свою гитару и сразу же придумал и запел припев. Песня о нашей группе, гастролях и мечтах.

## Видеоклип

Кадр из видеоклипа к песне «First Day of My Life».

Видеоклип был снят в Германии на автодроме Евроспидвей Лаузиц. Режиссёром видеоклипа был Свен Боллинджер.

## Список композиций
Оригинальное издание (2003)
1. «First Day of My Life» — 3:45
2. «First Day of My Life» (видеоклип в формате MPEG)

Британское издание (2004)
1. «First Day of My Life» — 3:45
2. «Guilty» (live)
3. «Since You’ve Been Gone»
4. «First Day of My Life» (видеоклип)

## Позиции в чартах

### Недельные чарты
| Чарт (2003—2004)                    | Высшая позиция |
| ----------------------------------- | -------------- |
| Австрия (Ö3 Austria Top 40)         | 9              |
| Бельгия/Фландрия (Ultratop 50)      | 31             |
| Бельгия/Валлония (Ultratop 50)      | 28             |
| Финляндия (Suomen virallinen lista) | 4              |
| Германия (GfK)                      | 6              |
| Венгрия (Rádiós Top 40)             | 1              |
| Венгрия (Single Top 40)             | 1              |
| Италия (FIMI)                       | 12             |
| Нидерланды (Dutch Top 40)           | 13             |
| Нидерланды (Single Top 100)         | 28             |
| Швеция (Sverigetopplistan)          | 31             |
| Швейцария (Schweizer Hitparade)     | 20             |
| Великобритания (OCC UK Singles)     | 50             |

### Годовые чарты
| Чарт (2004)               | Позиция |
| ------------------------- | ------- |
| Нидерланды (Dutch Top 40) | 91      |